# 蕭穎瑩
蕭穎瑩，MH（1982年8月12日—），香港女子馬術運動員。

## 簡歷
蕭穎瑩在香港出生，父親是香港人，母親是美國人。她從小就迷上馬匹，5歲時更主動要求父母讓她習騎，於是她便開始在香港賽馬會的雙魚河馬術中心習騎，第一匹習騎馬叫Johnny。到10歲時，她隨家人移居英國，父母送贈小馬Munchkin給她。本來她對障礙跳躍項目較有興趣，但由於Munchkin不太聽話難以訓練；後來在馬術會所參與了盛裝舞步課程，期間學會與馬兒建立互動，因而對這項目產生興趣。她從14歲起開始參加馬術比賽，曾贏得多項歐洲錦標。
2004年，蕭穎瑩在倫敦大學畢業後，全身投入運動員生涯成為職業騎手，還選擇代表香港參加國際賽事。她在2005至2009年期間長駐荷蘭，跟隨三屆奧運金牌安基·范赫林斯芬學習Senior Level騎術；後來，她則主要在英國集訓，因為她的丈夫是英國人，而且英國有很好的馬術背景。
2006年，蕭穎瑩與愛馬Jamiro贏得年輕騎師錦標賽。同年年底，她出戰卡塔爾多哈亞運，首次代表香港出戰高級組比賽，並成為該項比賽中最年輕的騎手。最終，她以個人第七名完成賽事，更帶領首次參加盛裝舞步比賽的香港隊奪得團體賽第四名。
2008年，由於馬匹在備戰北京奧運時受傷，最終緣盡當年在香港上演的奧運盛事。
2010年，蕭穎瑩與親自協助繁殖、教育和訓練的賽駒Rocco出戰廣州亞運會，最終在自選舞步項目取得第七名。
2012年，蕭穎瑩成為首位獲得世界年輕馬匹錦標賽參賽資格的亞洲騎手。
2018年8月，蕭穎瑩代表中國香港參加印尼舉行的亞運會馬術比賽，與賽駒馬會縱橫（Jockey Club Fuerst On Tour）合作出戰盛裝舞步個人賽。蕭頴瑩在首輪的「Prix St-Georges」及第二輪的「Intermediate I」得70.735分及71.970分，分別位居第三及第二名。到決勝回合中，她奪得了77.045高分，以0.425分力壓原先排首位的馬來西亞Mohd Fathil，為香港摘下該屆亞運會首面金牌，也是香港在歷來亞運馬術項目的首面金牌。